# Klemens Rutowski
Klemens Rutowski (ur. 1807 w Woli Rafałowskiej, zm. 24 stycznia 1896 w Grudnej Dolnej) − polski polityk i adwokat, uczestnik powstania listopadowego i Wiosny Ludów, poseł na Sejm Krajowy Galicji, burmistrz Tarnowa.
Klemens Rutowski urodził się w 1807 roku w majątku swych rodziców, Wojciecha (Adalberta) Rutowskiego i Tekli Barańskiej, w Woli Rafałowskiej na Rzeszowszczyźnie. W 1824 roku rozpoczął studia prawnicze na Uniwersytecie Lwowskim. Ukończył je w 1828 roku, nie uzyskując jednak tytułu doktora prawa. W tym samym roku objął jako dzierżawca majątek Podkamień. Po wybuchu powstania listopadowego porzucił zajęcie i przyłączył się do walk na terenie Królestwa Polskiego. Po upadku powstania próbował uciec do Grecji, ostatecznie przez Triest dotarł w 1833 roku do włoskiej Padwy. Tam po dwuletnich studiach uzyskał tytuł doktora obojga praw, po czym powrócił do Lwowa, gdzie podjął pracę w kancelarii adwokackiej Adama Cybulskiego.
Od 1839 roku prowadził własną kancelarię adwokacką w Tarnowie. Zakupił również dwa majątki w pilzneńskim: Grudna Dolna i Głobikówka. Podczas rabacji w lutym i marcu 1846 roku przebywał w Tarnowie, co uchroniło go przed niebezpieczeństwem gwałtownych wystąpień chłopskich w regionie. Na fali wzrostu nastrojów patriotycznych w okresie Wiosny Ludów współorganizował w mieście Obwodową Radę Narodową, został również kapitanem Gwardii Narodowej, a od ostatnich dni kwietnia 1848 roku działał jako delegat Tarnowa w Centralnej Radzie Narodowej we Lwowie. Po upadku rewolucji znalazł się pod nadzorem policyjnym i wycofał na jakiś czas z czynnego życia politycznego.
W 1861 roku Klemens Rutowski został posłem I kadencji Sejmu Krajowego Galicji. Ponownie zaangażował się w działalność patriotyczną, uczestnicząc w konspiracyjnych spotkaniach tarnowskiej ławy obwodowej, związanej ze stronnictwem czerwonych. Po wybuchu powstania styczniowego był inwigilowany, a w jego domu przeprowadzano rewizje. W 1864 roku został na kilka miesięcy osadzony w areszcie, który opuścił w listopadzie, gdy umorzono prowadzone przeciwko niemu śledztwo. Wkrótce powrócił do prac w Sejmie Krajowym, a w wyborach do pierwszej autonomicznej Rady Miasta Tarnowa w marcu 1867 roku został wybrany radnym. Objął również stanowisko zastępcy burmistrza, Wojciecha Bandrowskiego. Po okresie trzyletniej współpracy, w kolejnych wyborach w maju 1870 roku kandydował na stanowisko burmistrza, zaś po przegranej zrezygnował z funkcji wiceburmistrza, którym został Feliks Jarocki. W tym samym roku ponownie został wybrany posłem do Sejmu Krajowego i pełnił tę funkcję do 1876 roku. W parlamencie występował jako przeciwnik centralistycznej polityki Wiednia, zabiegając o autonomię władz miejskich Tarnowa.
28 grudnia 1873 roku, po kolejnych wyborach do Rady Miasta, Klemens Rutowski został wybrany przez radnych burmistrzem Tarnowa. Za jego kadencji nastąpił rozwój tarnowskiego szkolnictwa i rozpoczęto budowę gazowni. Te i inne, mniejsze inwestycje, spowodowały znaczny deficyt budżetu miasta i w konsekwencji rozwiązanie w 1877 roku Rady Miasta i wprowadzenie tymczasowego zarządu komisarycznego przez władze austriackie. Po tych wydarzeniach Klemens Rutowski wycofał się z życia politycznego, osiadając w swym majątku w Grudnej Dolnej. Już w 1854 roku odkryto w tej wsi złoża węgla brunatnego, a w pięć lat później jej właściciel uzyskał prawo pierwszeństwa eksploatacji i własności kopalin. Około 1871 roku odsprzedał kopalnię księciu Eustachemu Sanguszce.
Klemens Rutowski żenił się dwukrotnie, z dwiema siostrami Treszkowskimi. Z pierwszą żoną, Amalią, miał córkę Wandę, z drugą, Karoliną, syna Tadeusza, późniejszego wiceprezydenta Lwowa. Zmarł w swym majątku w Grudnej Dolnej 24 stycznia 1896 roku.